# Tamagoyaki
Il tamagoyaki (卵焼き? lett. "uovo alla griglia") è un tipo di omelette tipica della cucina giapponese.

## Preparazione

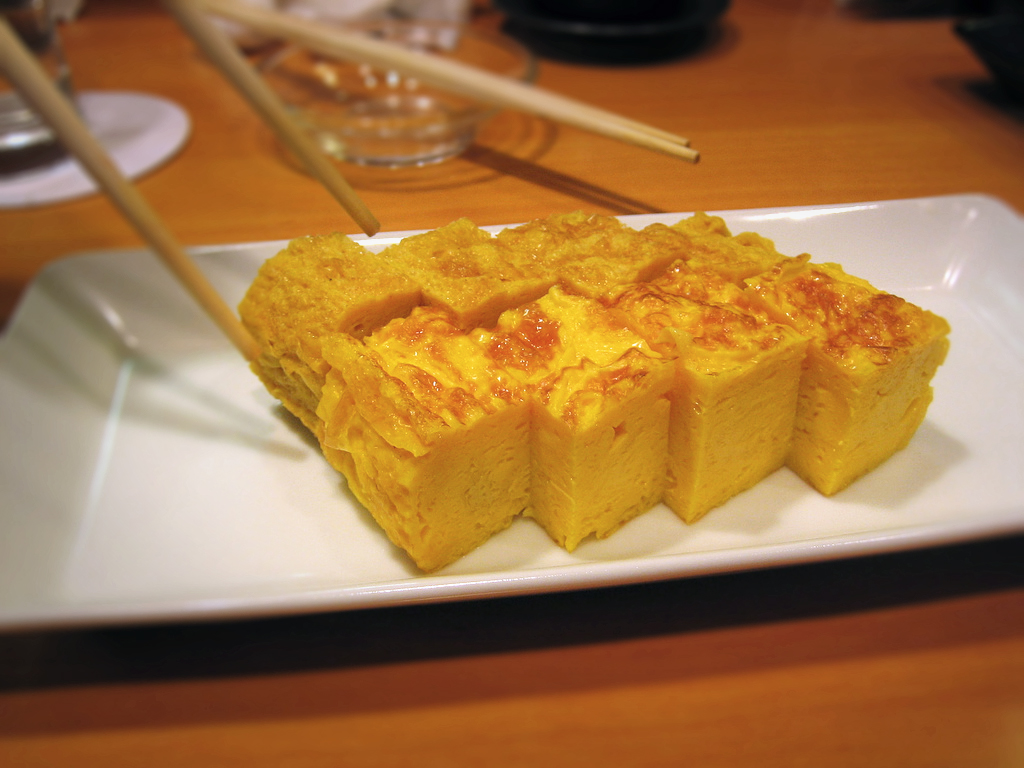
Tamagoyaki

Le uova vengono sbattute aggiungendo mirin e zucchero (per renderlo più dolce) o salsa di soia e spezie. Il preparato viene quindi messo in una particolare padella chiamata makiyakinabe e, in alcune ricette, viene aggiunto del sakè. Il tamagoyaki è uno dei piatti serviti a colazione e spesso viene incluso nel bentō. Alcune preparazioni del sushi prevedono come avvolgimento il tamagoyaki al posto dell'alga nori.

## Varianti
Esistono diversi tipi di tamagoyaki, sia dolci che salati. Una popolare variante è il dashimaki tamago che si ottiene aggiungendo del dashi. Alternative sono l'usuyaki tamago e l'atsuyaki tamago.